# L'Extase de saint François (Bellini)
Pour les articles homonymes, voir L'Extase de saint François.

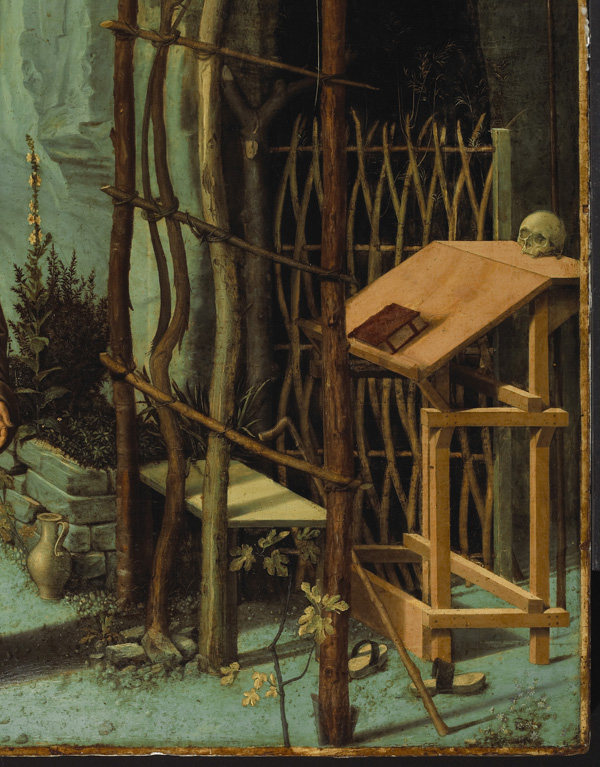
Refuge du saint.

L'Extase de saint François, Saint François en extase ou Saint François dans le désert est un tableau du peintre italien Giovanni Bellini conservé à la Frick Collection de New York, représentant saint François d'Assise.

## Historique
Le maître vénitien Giovanni Bellini (v.1430-1516) commence cette peinture en 1475 et la termine en 1480 sur une commande de Taddeo Contarini pour le Palazzo Corner de Venise.
Elle est achetée en 1845 par W. Buchanan puis par sir John Murray en 1852 ; elle est vendue ensuite par Christie's (lot 48) pour 735 £ à J. Dingwall, à Tittenhurst, dans le village de Sunninghill (Berkshire). Thomas Holloway semble l'avoir ensuite acquise avec le domaine de Tittenhurst. Il la lègue à sa belle-sœur, Mary Ann Driver (Lady Martin-Holloway), puis la galerie d'art P. & D. Colnaghi and Obach l'achète en 1912 aux fiduciaires de Miss Driver. Elle devient la propriété de  Henry Clay Frick  en 1915.
Elle est conservée dans la  Frick Collection, à New York, dans ce qui était le salon d'Henry Clay Frick.

## Description
C'est une peinture réalisée sur panneau de bois de peuplier préparé au gesso blanc, puis (selon certains - en 1970 - en détrempe) entièrement à l'huile recouvert de glacis à l'huile, dans le but d'accentuer l'effet de transparence des couches colorées (propre à l'école vénitienne, une technique que reprendra Titien). Bien que le panneau ait été coupé, la peinture est en très bon état, semblant avoir été conservée avec soin depuis son exécution. L'œuvre est signée « IOANNES BELLINUS » sur un cartellino en bas à gauche.
Ce tableau représente saint François d'Assise, en extase devant la beauté de la création (André Chastel) en train de chanter le Cantique du Soleil (selon Richard Turner), saint François ayant la bouche ouverte et le visage levé vers le ciel. C'est une représentation originale, qui ne correspond pas à un passage particulier de la vie du saint (en 1224, pendant sa retraite au mont Verna) telle qu'elle est connue au XVe siècle ni ne suit les standards iconographiques de l'époque sur sa réception des stigmates (absence d'auréole, d'anges, de rayons - source des stigmates - issus de Jésus en séraphin dans le ciel, soit celle de « la vision séraphique » (suivant Thomas Golsenne) présente chez Giotto, Fra Angelico, Jean Fouquet, Lorenzo Monaco…).
Malgré cette iconographie très précise, Millard Meiss suggère qu'il s'agit quand même de « Saint François recevant les stigmates ».
Outre la posture du saint, Bellini a particulièrement soigné les détails dans le tableau : la Nature par son eau jaillissante, les plantes, les rochers (stylisés), les animaux (héron, lièvre, âne), un berger et son troupeau ; la Jérusalem céleste au-delà d'une rivière aménagée ; vase, pupitre, crâne (en memento mori), bâton et sandales dans la grotte servant d'ermitage.
De longues descriptions et interprétations spirituelles sont faites du tableau de Bellini dans le roman L'Horizon et l'Abîme, du poète Timothée Rocca.

## Postérité
Le tableau fait partie du musée imaginaire de l'historien français Paul Veyne, qui le décrit dans son ouvrage justement intitulé Mon musée imaginaire.

## Sources
- (en) Cet article est partiellement ou en totalité issu de l’article de Wikipédia en anglais intitulé « St. Francis in Ecstasy » (voir la liste des auteurs).

- (it) Cet article est partiellement ou en totalité issu de l’article de Wikipédia en italien intitulé « San Francesco nel deserto » (voir la liste des auteurs).